# Alessia Scortechini
Alessia Scortechini (Roma, 11 febbraio 1997) è una nuotatrice italiana. Ai Giochi paralimpici di Tokyo 2020 ha vinto la medaglia d'oro nella staffetta 4x100 m 34 punti donne, con Xenia Francesca Palazzo, Vittoria Bianco e Giulia Terzi

## Palmarès
Categoria S10
- Giochi Paralimpici

Tokyo 2020: oro nella 4x100m sl (34 pti.).
Parigi 2024: bronzo nei 100m sl S10.
- Campionati mondiali IPC

Città del Messico 2017: oro nei 100m sl S10 e nei 100m farfalla S10, argento nei 50m farfalla S10.
Londra 2019: argento nei 100m farfalla S10.
Manchester 2023: oro nella 4x100m sl mista (34 pti.), argento nei 50m sl S10 e nella 4x100m mista mista (34 pti.).
- Campionati europei IPC

Dublino 2018: bronzo nei 50m sl S10 e nei 100m farfalla S10.
Funchal 2021: oro nei 50m sl S10, nella 4x100m sl (34 pti.) e nei 100m farfalla S10, argento nei 100m sl S10, bronzo nei 200m misti SM10 e nella 4x100m mista (34 pti.).
Funchal 2024: oro nei 50m sl S10 e nella 4x100m sl (34 pti.), argento nella 4x100m mista (34 pti.), bronzo nei 100m sl S10 e nei 100m farfalla S10.